# Thesium cathaicum
Thesium cathaicum là một loài thực vật có hoa trong họ Santalaceae. Loài này được Hendrych miêu tả khoa học đầu tiên năm 1965.